# Ялина

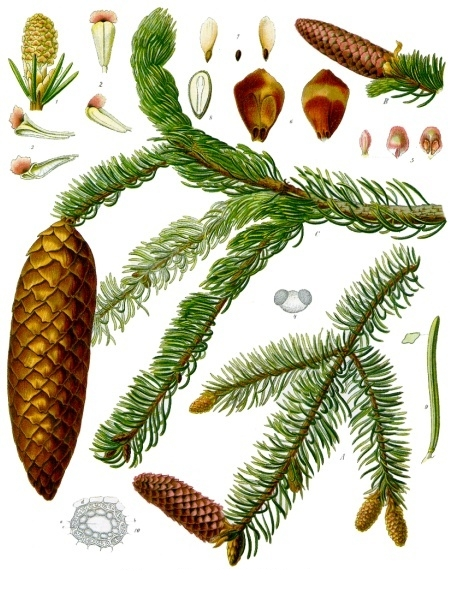
Picea abies, Ілюстрація, 1887

Яли́на, смере́ка (Picea) — рід хвойних вічнозелених однодомних дерев родини соснових. Рід містить ≈ 37 сучасних видів.

Рід має поширення: від субтропіків на великій висоті до помірних і холодних районів Євразії й Північної Америки. Найпівденніший вид, Picea morrisonicola росте на Тайвані на 23° пн. широти, на висотах 2500–3000 метрів.

## Назва
Етимологічно слово ялина (як і ялиця) походить від праслов'янського *edla, *edl і пов'язується з індоєвропейським *edh-l-, що походить від *edh- — «гострий». Синонімом до назви ялина є назва смерека. Смерека походить від давньоруського смьрчь — «кедр» і старослов'янського смрѣча — «кедр», від праслов'янського *smerkъ — можливо спочатку ялина, ялиця; загальноприйнятої етимології немає. 

## Опис
Це вічнозелені дерева 20–60(-90) м заввишки; крони широко конічні; стовбур прямий. Кора від сірого до червонувато-коричневого кольору, тонка і луската. Бруньки яйцеподібні, на вершині округлюється до гострого, іноді смолисті. Листя окреме, залишається на дереві до 10 років, вершина зазвичай гостра. Шишки ростуть на однорічних гілках. Пилкові шишки ростуть по одному або згруповані, довгасті, від жовтого до фіолетового кольору; пилок проливається навесні. Насіннєві шишки від зеленого до фіолетового кольору, коли зрілі, восени від блідо до темно-коричневого кольору, обмежені переважно верхніми гілками, від яйцюватих до циліндричних. Насіння крилате.

### Ялини-рекордсмени
Найтовще дерево з виду Picea sitchensis завтовшки на рівні грудей 539 см. Два найвищі записані дерева виду Picea sitchensis 96,7 м і 96,4 м, ростуть у штаті Каліфорнія. Вік 852 років, зареєстрований для представника виду Ялина Енґельмана, вочевидь, є поточним рекордом для роду.

## Поширення в Україні
В Україні поширена ялина звичайна або європейська (Picea abies (L.) Karsten, або Picea excelsa Link.), 20–40(50) м заввишки, та до 1 м товщини. Плодоношення з 15, у насадженнях з 25–30 років; вік до 150, іноді й до 200 років.
Ялина — тіньо- та вологотривке дерево, витримує незначне заболочення, найкраще розвивається на суглинкових і супіскових ґрунтах. В Україні ялина займає близько 850 000 га або 12,5 % всіх лісових порід (третє місце після сосни й дуба). Ялина поширена насамперед у Карпатах (у Галичині й на Буковині та на сході й північному сході Закарпаття); у нижчій смузі лісів разом з буком і ялицею, у вищій (понад 900–1 200 м) становить суцільні ліси з убогим трав'яним настилом. Менші простори займає ялина на Передкарпатті й Розточчі; невеликі острови (зазвичай як домішка до сосни й дуба) на Підляшші, південно-західному Поділлі й Чернігівщині.
Популяції ялини в Карпатах раніше вважали за окремий вид (Picea montana). Однак дуже низькі значення генетичної дистанції для чотирьох висотних і п'яти низинних популяцій вказують на відсутність у високогір'ї Українських Карпат (>1200 м) самостійного виду.

## Застосування
Ялина дає цінну деревину (вона біла, легка і м'яка), яку широко використовують у будівництві, деревообробній, целюлозно-паперовій промисловості, у виготовленні музичних інструментів тощо; кора смереки має 7—15 % дубильних речовин. З ялини добувають смолу, дьоготь, терпентину, живицю, деревний оцет; її розводять як декоративне дерево в парках, використовують у лісосмугах тощо.
Деревину ялини використовують для багатьох цілей, починаючи від загальних будівельних робіт і виготовлення ящиків до вузькоспеціалізованого застосування в різних сферах діяльності, зокрема перший літак братів Райт, «Флаєр-1», був побудований з ялинових планок.
Оскільки деревина ялини не має стійкості до комах-шкідників та до гниття після вирубки, вона зазвичай рекомендується тільки для виконання будівельних робіт всередині приміщень.
Деревина ялини має довгі деревні волокна, які необхідні для отримання міцного паперу, тому її широко застосовують для виробництва деревної маси та виготовлення найкращого паперу.
Свіжі пагони багатьох ялин є природним джерелом вітаміну С. Капітан Джеймс Кук робив алкогольне ялинове пиво на основі цукру під час своїх морських подорожей, щоб запобігти захворюванню цингою серед членів екіпажу його корабля.

## Ялина як атрибут
Ялинка є атрибутом новорічних свят.
У Карпатах деякі селяни над дверима, просто на даху прив'язують ялинку для означення того, що божественна енергія священного Дерева життя сходитиме на хату, на родину.

## Класифікація

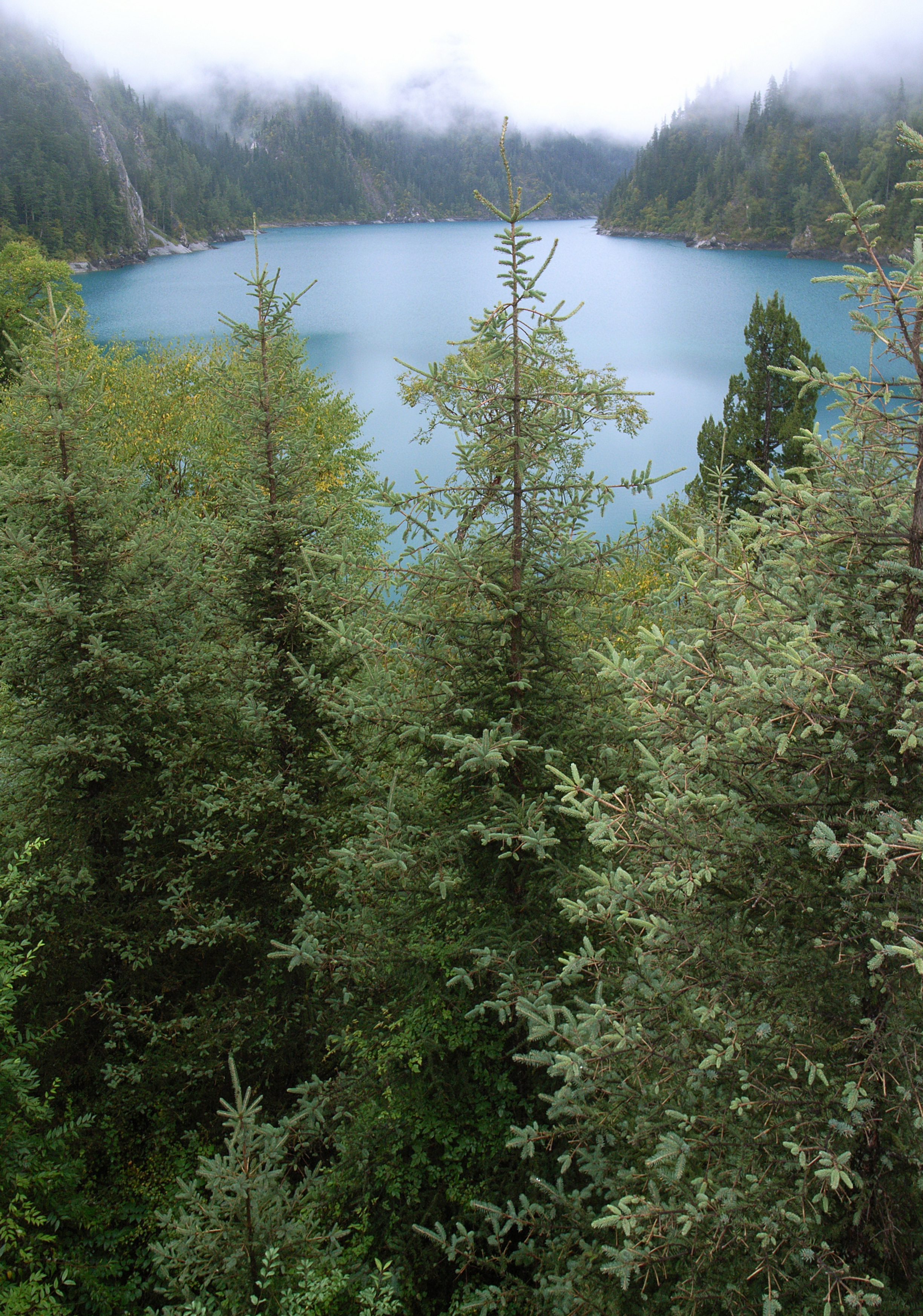
Picea asperata (Ялина драконова)

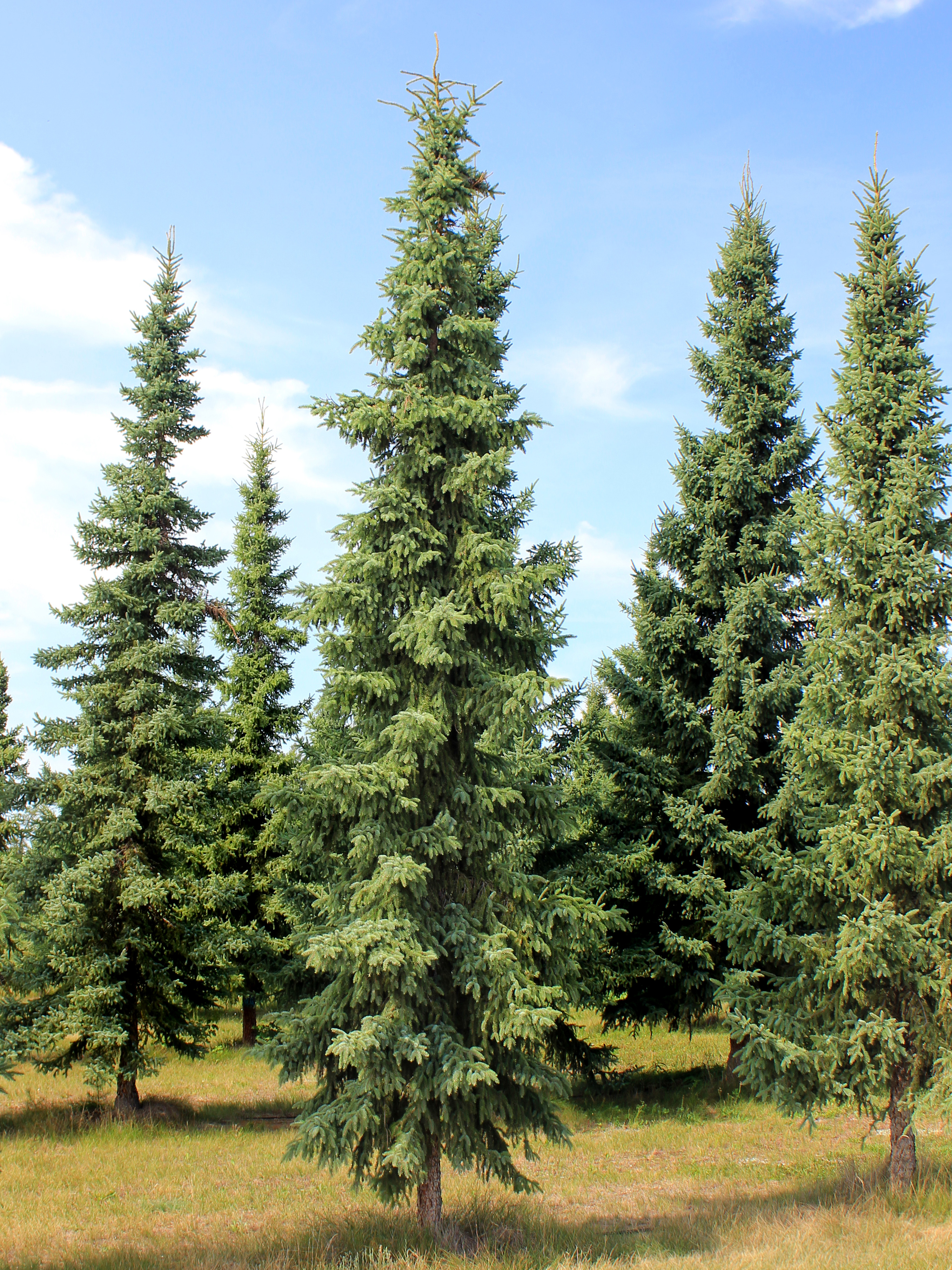
Picea mariana (Ялина чорна)

1. Ялина європейська (Picea abies) — Європа
2. Picea alcoquiana — Японія
3. Picea asperata — Китай
4. Picea aurantiaca — пд.-цн. Китай
5. Picea austropanlanica — Китай (Сичуань)
6. Picea crassifolia — Китай
7. Picea koraiensis — Корея, Китай
8. Picea koyamae — Японія
9. Picea laxa — Канада, пн. США
10. Picea meyeri — Китай
11. Ялина східна (Picea orientalis) — Кавказ
12. Picea morrisonicola — Тайвань
13. Picea wilsonii — Китай
14. Ялина сибірська (Picea obovata) — Сибір i Скандинавія
15. Picea polita — Японія
16. Picea retroflexa — Китай
17. Picea schrenkiana — Центральна Азія
18. Picea smithiana — Гімалаї
19. Picea maximowiczii — Японія
20. Picea torano — Японія
21. Picea neoveitchii — Китай
22. Picea martinezii — Мексика
23. Picea chihuahuana — Мексика
24. Picea breweriana — Північна Америка
25. Picea brachytyla — Китай
26. Picea farreri — М'янма i Китай
27. Ялина сербська (Picea omorika) — Сербія
28. Picea mariana — Північна Америка
29. Picea rubens — Північна Америка
30. Picea glehnii — Японія, Сахалін
31. Picea purpurea — Китай
32. Picea likiangensis — Китай
33. Picea linzhiensis — Китай
34. Picea spinulosa — Гімалаї
35. Ялина сиза (Picea glauca) — Північна Америка
36. Ялина Енгельмана (Picea engelmannii) — Північна Америка
37. Ялина ситхінська (Picea sitchensis) — Сітка (Аляска)
38. Picea jezoensis — Камчатка та Японія
39. Ялина колюча (Picea pungens) — Скелясті гори

Описано один викопний вид — Picea critchfieldii